# Сироподібна змазка

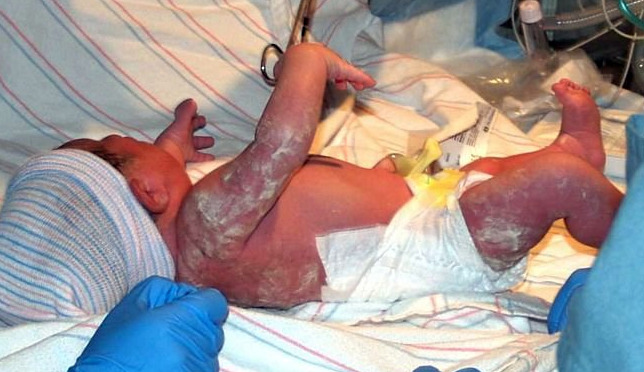
Сироподібна змазка на руках, ногах і спині новонародженого

Сироподібна змазка або першородна змазка, первородна змазка (лат. vernix caseosa) — воскоподібна або сироподібна біла речовина, що покриває шкіру новонароджених.

## Характеристики

### Склад
Сироподібна змазка складається насамперед з шкірного сала, клітин з поверхні шкіри, волосків лануго. 12 % сухої ваги складається з жирних кислот,, холестеролу і церамідів. Змазка доношених немовлят містить більше сквалену і має вище співвідношення вмісту естерів жирних кислот до вмісту стеридів, ніж змазка недоношених.
Порівняльна таблиця жирових складових сироподібної змазки, рогового шару і шкірної поверхні:
| Жирові фракції       | Ліпіди сироподібної змазки | Ліпіди рогового шару | Ліпіди шкіряної поверхні |
| -------------------- | -------------------------- | -------------------- | ------------------------ |
| Естери холестеролу   | 30,6                       | -                    | 3,0                      |
| Цераміди             | 17,9                       | 40,0                 | -                        |
| Тригліцериди         | 15,1                       | -                    | 41,8                     |
| Холестерол           | 7,5                        | 25,0                 | -                        |
| Вільні жирні кислоти | 6,5                        | 25,0                 | 18,4                     |
| Фосфоліпіди          | 6,1                        | -                    | 1,5                      |
| Воскові естери       | 6,0                        | -                    | 20,3                     |
| Сквален              | 4,0                        | -                    | 12,2                     |
| Воскові діестери     | 3,7                        | -                    | -                        |
| Цереброзиди          | 2,4                        | -                    | -                        |
| Сульфат холестеролу  | 0,3                        | 10,0                 | -                        |
| Алкани               | -                          | -                    | 2,8                      |

Амінокислотний склад сироподібної змазки:
| Амінокислота | Відсоток |
| ------------ | -------- |
| Аспарагін    | 34,7     |
| Глутамін     | 22,7     |
| Пролін       | 14,9     |
| Цистеїн      | 7,9      |
| Аланін       | 7,4      |
| Лейцин       | 5,3      |
| Валін        | 3,7      |
| Метіонін     | 3,4      |

### Морфологія
Клітини сироподібної змазки типово являють собою багатокутники чи овоїди і не мають ядер. Корнеоцити сироподібної змазки не мають десмосомального прикріплення і це відрізняє їх від корнеоцитів, що містяться у матерньому роговому шарі. Товщина корнеоцитів 1-2 мкм. Ці клітини оточені шаром аморфних ліпідів без типової для матернього рогового шару ламелярної будови.

### Фізичні властивості

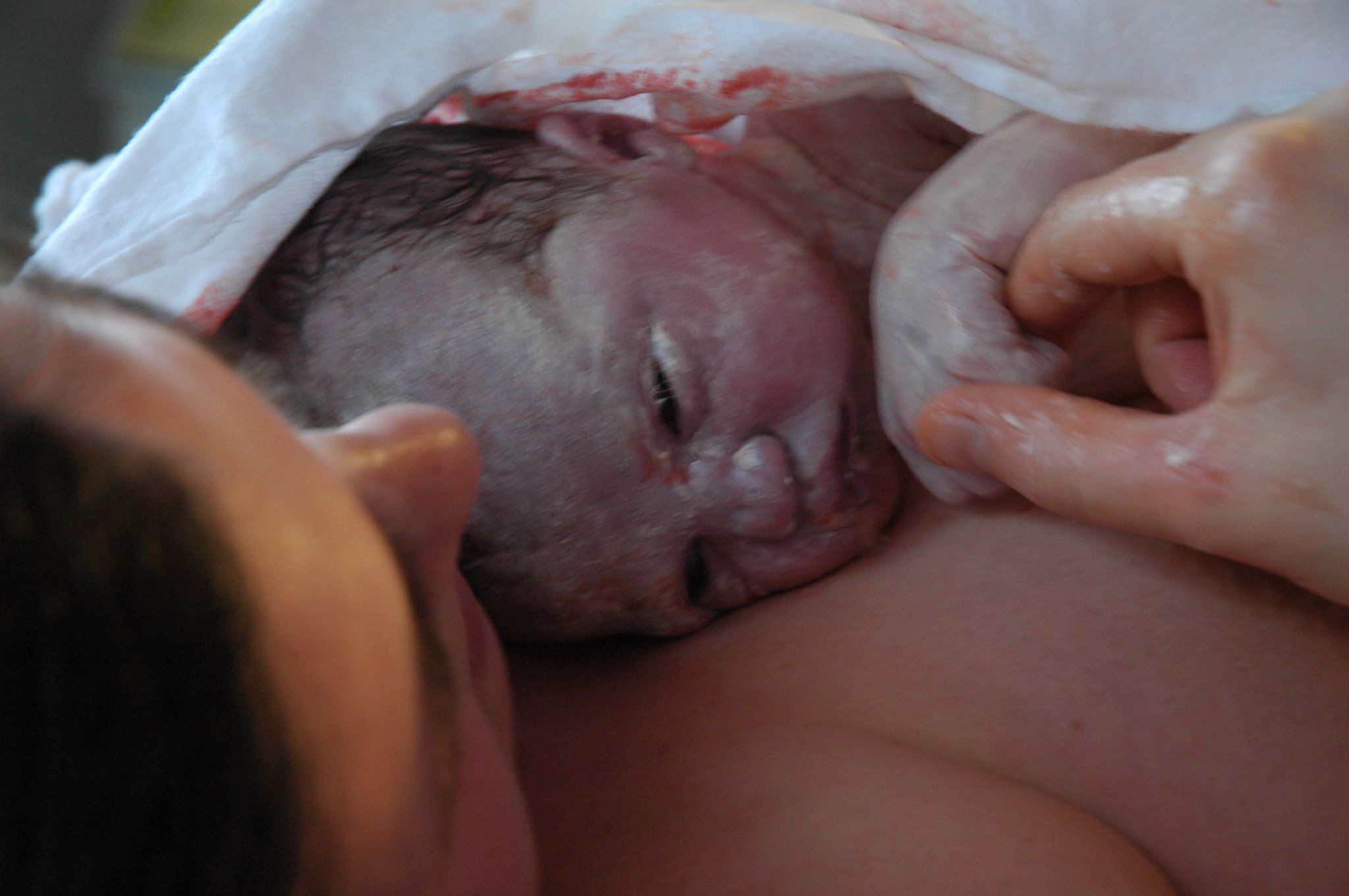
Обличчя новонародженого, покрите сироподібною змазкою

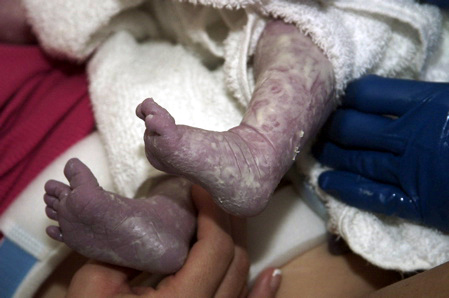
Ніжки новонародженого, покриті сироподібною змазкою

Змазка розподілена нерівномірно, вона присутня у вигляді вічкуватої, губчастої маси. Критичний поверхневий натяг змазки 39 дин/см.. Незважаючи на вміст води (82 %), змазка є неполярною сполукою. Ці особливості можуть свідчити про «водозахисну» функцію змазки, що запобігає тепловтратам зразу після народження.

### Біологічні властивості
Змазка забезпечує електричну ізоляцію плода, що вважається важливим аспектом внутрішноутробного розвитку. Колись наукові дослідження показували збільшені тепловтрати внаслідок випарування води у новонароджених у разі видалення змазки, але сучасніші дані підтверджують, що ділянки шкіри, відмиті від змазки, зменшують випарування води більше, ніж ділянки, на яких змазку залишено in situ. Сироподібна змазка не змочується водою. Вважають, що змазка сприяє розвитку кишкової мікрофлори.

## Секреція
Шкірне сало сироподібної змазки виробляється in utero сальними залозами починаючи з 20-го тижня вагітності. Змазка присутня, як правило, тільки у доношених дітей, у той час у недоношених і переношених вона відсутня. Післяпологова десквамація у дітей, народжених через 42 тижні і більше, очевидно, пов'язана з втратою сироподібної змазки.

## Функції
Припускають, що змазка виконує такі функції, як зволоження шкіри дитини, полегшення проходу крізь пологові шляхи, а також збереження тепла і захист шкіри новонародженого від впливів довкілля. Припускають. що змазка може мати й антибактеріальний ефект, звичайно, не у хімічному сенсі, а тільки у фізичному — як своєрідний жирний крем, що перешкоджає бактеріям потрапити на шкіру.

## У тварин
Сироподібну змазку виявлено у дитинчат деяких морських ссавців, таких як окремі представники ряду ластоногих. Дон Боуен, морський біолог з Нової Шотландії, спостеріг, що дитинчата звичайних тюленів, народжуючись зі змазкою, можуть зразу плавати, на відміну від дитинчат інших тюленів, що не здатні до плавання протягом не менше 10 днів після народження.